# Min-Reich

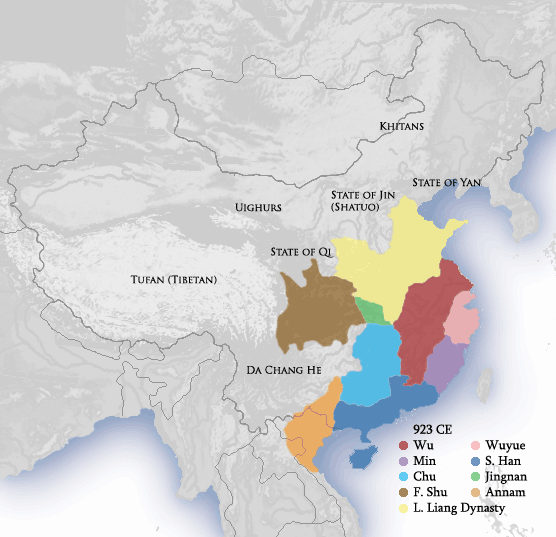
Späte Liang-Dynastie und Nachbarkönigreiche, 923 n. Chr. Min ist violett dargestellt.

Min (chinesisch 閩國 / 闽国, Pinyin Mǐnguó) war von 909 bis 945 eines der Zehn Königreiche in China. Das Reich erstreckte sich ungefähr über die heutige Provinz Fujian. Die Hauptstadt war Fuzhou.